# Kabinett Sune Eriksson

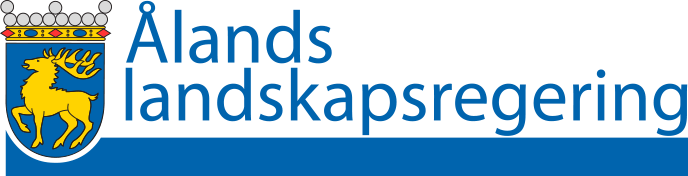
Logo der Åländischen Landschaftsregierung.

Das Kabinett Sune Eriksson war von 1988 bis 1991 die Landschaftsregierung von Åland, eine mit weitgehender politischer Autonomie ausgestattete Landschaft Finnlands.
Die Regierung wurde am 20. April 1988 vom Lantråd von Åland Sune Eriksson von den Liberalen auf Åland LIB (Liberalerna på Åland) gebildet und löste die Regierung von Lantråd Folke Woivalin ab. Die Regierung, der neben der Liberalen Partei auch Vertreter vom Åländischen Zentrum C (Åländsk Center) und der Freisinnigen Zusammenarbeit FS (Frisinnad Samverkan) angehörten, blieb bis zum 27. November 1991 im Amt und wurde daraufhin vom Kabinett Erlandsson abgelöst.
Bei der Wahl am 18./19. Oktober 1987 erhielten die Regierungsparteien C unter Jan Sundberg 28,7 Prozent (9 Sitze), LIB von Sune Eriksson 23,7 Prozent (8 Sitze) und FS unter Sven-Olof Lindfors 17,3 Prozent (5 Sitze) und verfügte damit 22 der 30 Sitze in der Lagting, des Parlaments von Åland. Oppositionsparteien waren Ålands Sozialdemokraten ÅSD (Ålands socialdemokrater) von Lasse Wiklöf 14 Prozent (4 Sitze), Ungebundene Sammlung auf Åland ObS (Obunden Samling) unter Bert Häggblom 7 Prozent (2 Sitze) und Grüne auf Åland GRÖ (Gröna på Åland) von Christina Hedman-Jaakkola 6,7 Prozent (2 Sitze), während Freies Åland FÅ (Fria Åland) von Sten Sundman mit 2,6 Prozent den Einzug ins Lagting verpasste. Bei der darauf folgenden Wahl am 20. Oktober 1991 wurde C unter dem neuen Vorsitzenden Ragnar Erlandsson mit 30,2 Prozent (10 Sitze) wieder stärkste Partei, während LIB von Nils Holmström 22,9 (7 Sitze) und FS unter Roger Jansson 19,8 Prozent (6 Sitze) erhielten und nunmehr über 23 der 30 Sitze im Parlament verfügte. Die ÅSD von Lasse Wiklöf kam auf 14,5 Prozent (4 Mandate) und ObS unter Bert Häggblom auf 9,7 Prozent (3 Mandate), während GRÖ von Christina Hedman-Jaakkola mit 2,8 Prozent den Wiedereinzug ins Lagting verpasste.

## Mitglieder des Kabinetts
Der Regierung  gehörten folgende Politiker an:
| Amt                                       | Amtsinhaber         | Partei | Partei | Beginn der Amtszeit | Ende der Amtszeit |
| ----------------------------------------- | ------------------- | ------ | ------ | ------------------- | ----------------- |
| Lantråd                                   | Sune Eriksson       |        | LIB    | 20. April 1988      | 27. November 1991 |
| Vicelantråd Soziales und Gesundheitswesen | May Flodin          |        | FS     | 20. April 1988      | 27. November 1991 |
| Industrie                                 | Göran Bengtz        |        | C      | 20. April 1988      | 27. November 1991 |
| Finanzen                                  | Magnus Lundberg     |        | C      | 20. April 1988      | 27. November 1991 |
| Bildung und Kultur                        | Holger Eriksson     |        | LIB    | 20. April 1988      | 27. November 1991 |
| Kanzleiangelegenheiten                    | Ragnar Erlandsson   |        | C      | 20. April 1988      | 27. November 1991 |
| Verkehr                                   | Rune Karlström      |        | FS     | 20. April 1988      | September 1988    |
| Verkehr                                   | Karl-Göran Eriksson |        | Unabh. | September 1988      | 27. November 1991 |